# Ethel Cain
Hayden Silas Anhedönia, plus connue sous le nom de scène Ethel Cain, est une auteure-compositrice-interprète, productrice musicale et mannequin américaine.

## Jeunesse
Hayden Silas Anhedönia naît le 24 mars 1998 à Tallahassee, en Floride, et grandit à Perry. Elle est l'aînée de quatre enfants d'une famille de confession de foi baptiste du Sud. Elle rejoint rapidement le chœur de son église, qui est sa première exposition à la musique, et étudie le piano dès l'âge de huit ans,. Elle est instruite à domicile durant toute son enfance et quitte l'église à l'âge de seize ans,.

## Carrière

### Débuts et premiers EPs(2017–2021)
Ethel Cain commence officiellement à composer en 2017 et sort son premier EP sous ce nom, Carpet Bed, le 13 septembre 2019,. Le 1er décembre de la même année, elle sort son deuxième EP, Golden Age.
En février 2021, Ethel Cain sort son premier single, Michelle Pfeiffer, suivi de Crush le mois suivant, faisant partie de son troisième EP, Inbred, distribué le 23 avril 2021, nommé par Pitchfork comme l'un des 49 albums les plus attendus du printemps 2021,,,.
Le 8 mars 2022, à l'occasion de la Journée internationale des femmes, elle sort une reprise de la chanson Everytime de Britney Spears.

### Preacher's Daughter(depuis 2022)
Le 17 mars 2022, Ethel Cain sort le single Gibson Girl et annonce son premier album, Preacher's Daughter, qui sort le 12 mai 2022, distribué par son propre label, Daughters of Cain. Album-concept créant une narration « centrée autour du personnage d'Ethel Cain », il est positivement reçu par les critiques et est considéré comme l'un des meilleurs albums de l'année,,,,,,,. Sa sortie est précédée par celle de deux autres singles, Strangers le 7 avril et American Teenager le 21 avril. À l'occasion de cet album, Ethel Cain crée le Freezer Bride Tour en 2022 et le Blood Stained Blonde Tour en 2023 et fait la première partie du Dance Fever Tour de Florence and the Machine et du Spiraling Tour de Caroline Polachek,,.
En avril 2023, Ethel Cain est programmée à la 22e édition du Coachella Festival. Elle se représente également à l'Opéra de Sydney, lors du Reading Festival et à Gunnersbury Park en compagnie de Boygenius et Muna,. Elle apparaît dans le Forbes 30 Under 30 de 2024 et fait la première partie de la tournée de 2024 de Mitski,.
Le 14 février 2024, elle sort la chanson من النهر (« De la rivière »), qu'elle décrit comme « une prière pour la Palestine »,. Le 5 septembre 2024, elle sort une reprise de la chanson For Sure du groupe American Football.

### Mannequinat
Ethel Cain participe à des campagnes pour Givenchy, Miu Miu et Marc Jacobs, et participe à son premier défilé lors de la New York Fashion Week pour Eckhaus Latta,.

## Style et influences
Les productions d'Ethel Cain incluent le rock indépendant, le rock gothique, la musique folk, la pop alternative, le slowcore, l'Americana et l'ambient,,,. Ses inspirations peuvent également venir du gospel, de la musique country, du classic rock et de la musique alternative. Après le gain de popularité suivant la sortie de son EP Inbred, aux influences plus pop que ses précédents projets, elle exprime sa peur de produire de la pop :     
Une fois que tu fais de la pop, tu n'es pas prise au sérieux quand tu t'essaies à d'autres genres. 
Ethel Cain prévoit la sortie d'un album autour de l'histoire de son album Preacher's Daughter, ainsi qu'un film une fois sa trilogie d'albums sortie.
Ses premières influences incluent Karen Carpenter, Steve Miller Band, la musique chrétienne et Florence Welch, chanteuse du groupe Florence and the Machine, qu'elle décrit comme son « idole d'adolescence »,,.

## Vie privée
Ethel Cain est autiste, condition qu'elle découvre à l'âge adulte et qu'elle décrit comme importante dans sa création :
Je suis autiste et cela accentue tous mes sens. (...) Je pense que c'est pour ça que je mélange autant les médias : ils n'activent jamais qu'un seul sens. La musique n'est pas juste quelque chose que l'on écoute. Un film n'est pas juste quelque chose que l'on regarde. Toutes ces choses activent tous nos sens. Quand je produis de la musique, parfois, je peux la voir. Je ferme les yeux et j'imagine que la basse vient de la terre, que les synthés sont à côté de moi et que les voix viennent du ciel. C'est comme ça que je mixe. 

### Sexualité et identité de genre
Ethel Cain annonce son homosexualité à sa famille à l'âge de douze ans, et annonce publiquement sa transidentité le jour de son vingtième anniversaire :
Il était très clair que je n'étais pas comme les autres. Quand j'ai commencé à me développer, j'ai commencé à m'accepter en tant que femme trans. Nous étions divisés jusque dans ma propre maison : c'était moi contre toute ma ville.
Elle s'identifie comme bisexuelle.

### Religion
Dans une interview de 2021, Ethel Cain s'identifie toujours comme de confession de foi baptiste du Sud :
Que je le veuille ou non, Dieu a toujours été et sera toujours une grande partie de ma vie. Qu'il soit une figure de confort ou une menace, il m'a toujours entouré. Ce n'est pas quelque chose que je peux fuir, alors je préfère l'accepter plutôt que de dire « J'emmerde l'église ! »
Dans un post Tumblr en 2022, elle ajoute qu'elle ne se considère pas comme chrétienne, mais se conforme toujours aux valeurs religieuses avec lesquelles elle a été élevée.
Pour Rolling Stone, en août 2023, elle annonce que toute sa famille a depuis quitté l'église, mais reste religieuse.

### Opinions politiques
Les paroles de sa chanson American Teenager font référence au contrôle des armes à feu aux États-Unis, au pacifisme et à la désillusion politique et religieuse. La chanson est citée par l'ancien président des États-Unis Barack Obama dans sa liste des chansons préférées de 2022, ce qui surprend Ethel Cain.
Le 14 février 2024, elle sort la chanson من النهر (« De la rivière »), en référence à la phrase pro-palestinienne « De la rivière à la mer »,,.

En mai 2024, elle semble appeler à l'assassinat du président des États-Unis Joe Biden après son don d'armes d'une valeur d'un milliard de dollars à Israël :
Nous devons remettre les assassinats à la mode. (...) J'ai l'impression d'halluciner, quand je vois ce qu'on vit aux États-Unis en ce moment. Les millionnaires et les politiciens devraient être pendus dans les rues à cause de ce qui est en train de se passer. Et nous ne pouvons même pas faire la révolution, car notre force armée terroriste nous écraserait en un instant si on essayait de se révolter.

## Discographie

### Albums studio
- 2022 : Preacher's Daughter
- 2025 : Perverts
- 2025 : Willoughby Tucker, I’ll Always Love You

### EP
- 2019 :
  - Carpet Bed
  - Golden Age
- 2021 : Inbred

### Singles
- 2021 :
  - Michelle Pfeiffer
  - Crush
- 2022 :
  - Gibson Girl
  - Strangers
  - American Teenager
  - Everytime (Spotify Singles)
  - Morning Elvis (Live at Denver Ball Arena) ft. Florence and the Machine
- 2023 : Famous Last Words (An Ode to Eaters) ft. 1017 ALYX 9SM
- 2024 : For Sure
- 2025 : Nettles